# Bernadette d'Angevilliers
Bernadette Bemer, dite Bernadette d'Angevilliers, née le 8 août 1943 à Paris est une ancienne journaliste de l'ORTF et la fondatrice en 1981 de la radio libre Radio Solidarité qu'elle dirige jusqu'à l'arrêt de la radio en 1990. 

## Biographie
Bernadette Bemer, née le 8 août 1943 à Paris 16e, est la fille de François Bemer, artisan et de Camille Chauveau.
Elle entre à l'ORTF en 1971 où elle est déléguée du syndicat d'extrême droite syndicale CSL.
Animatrice un temps d'un Comité français des femmes pour l'Europe, à la fin des années 1970, Bernadette d'Angevilliers a une position proche de Simone Veil sur ce sujet.
Elle se fait connaître après avoir créé en 1981, avec la collaboration de Philippe Malaud et Yannick Urrien, la radio libre Radio Solidarité, lancée au nom de « l'union de l'opposition » et affiliée au RPR et à l'UDF. Elle est directrice de l'antenne.
La radio connaît un succès important jusqu'à l'exclusion de certains de ses collaborateurs d'extrême droite comme Serge de Beketch, alors journaliste à Minute et Jean Ferré journaliste au Figaro Magazine qui vont fonder en 1987 Radio-Courtoise, suivis une partie des auditeurs de Radio Solidarité. La radio se voit retirer définitivement son autorisation d'émettre en 1990 et elle doit déposer son bilan.
Le désir initial de Bernadette d'Angevilliers de constituer un véritable réseau de radiodiffusion national ne se réalisera pas.